# 傅永
傅 永（ふ えい、434年 - 516年）は、中国の南北朝時代の軍人。字は脩期。本貫は清河郡。

## 経歴
幼くして叔父の傅洪仲や張幸らとともに青州から北魏に入ったが、まもなくまた南朝宋に逃亡した。成長すると拳法にすぐれ、馬の鞍をつかんで逆立ちしたまま馬を疾駆させることができた。二十数歳のとき、友人から手紙が来たが返答することができず、代書を傅洪仲に頼んだが、傅洪仲は傅永の不勉強を責めて相手にしなかった。傅永はこれを機に発憤して読書し、経書や史書を渉猟し、文筆の能力を身につけた。東陽禁防から崔道固の下で城局参軍となった。467年（泰始3年）、崔道固とともに北魏に降り、平城に送られて平斉郡の民とされた。十数年のあいだ、飢えと寒さに耐えて、雇われ仕事で生業を立てた。壮年を過ぎて北魏の官に召され、治礼郎を兼ねた。長安を訪れて、文明太后の父を祀った燕宣王廟を参拝した。しばらくして中書博士に任じられ、さらに議郎となった。尚書考功郎中に転じ、大司馬従事中郎となった。まもなく任城王元澄の下で都督長史となり、尚書左丞を兼ねた。
494年（太和18年）、王粛が豫州刺史となると、傅永はその下で建武将軍・平南長史となった。南朝斉の将軍の魯康祚・趙公政が1万を号する兵を率いて豫州の太倉口に進攻してきた。傅永は王粛の命を受けて3000人を率いて進発し、淮水の北に伏兵を設けて挟撃すると、趙公政を捕らえ、魯康祚を斬首した。
497年（太和21年）、斉の裴叔業が王茂・李定らを率いて北魏の楚王戍に侵入してきた。傅永は豫州に帰ると、王粛の命を受けて裴叔業を討つべく向かった。傅永は楚王戍に入り、城外に伏兵を置いて裴叔業の後軍を左道で襲撃して破った。裴叔業を退却に追いこみ、傅永は功績により安遠将軍・鎮南府長史・汝南郡太守に任じられ、貝丘県開国男の爵位を受けた。
498年（太和22年）、裴叔業が渦陽を包囲すると、傅永は孝文帝の命を受けて統軍となり、高聡・劉藻・成道益・任莫問らとともに渦陽の救援に向かった。傅永はまず塁を固めてから敵軍に対処しようと提案したが、高聡らはその案に従わず、即座に一戦して敗れた。高聡らは武器を棄てて懸瓠に逃走し、傅永は敗残兵を収容しつつ退却した。斉軍が追撃してくると、傅永は伏兵を設けて一撃し、その鋭鋒を挫いた。魏兵の多くは傅永の働きで生還できた。傅永は懸瓠に入ると、孝文帝により敗戦の罪を問われて捕らえられたが、高聡・劉藻が民に落とされて辺境に流されたのに対して、傅永は官爵を剥奪されたのみであった。10日も経たないうちに、傅永は揚武将軍・汝陰鎮将として再び起用され、汝陰郡太守を兼ねた。
500年（景明元年）、裴叔業は寿春で北魏に帰順しようと図り、ひそかに傅永に連絡してきたため、傅永は宣武帝に報告した。傅永は統軍となり、楊大眼や奚康生らの諸軍とともに寿春に入った。傅永は清河男の爵位を受けた。
斉の将軍の陳伯之が寿春に迫り、淮水の沿岸を攻略した。ときに彭城王元勰や広陵侯元衍らが寿春に駐屯していたが、九江地方は北魏に帰順したばかりで人心が安定していなかった。傅永は宣武帝の命を受けて統軍となり、汝陰の兵3000人を率いて救援に向かった。淮水との合流点を陳伯之が固めていたため、傅永は20里ほど手前から汝水南岸の地上を船を牽いて、淮水に船を入れ、夜間をひそかに進軍して寿春城下に達した。元勰と元衍は城外に友軍の声を聞いたが、不意に現れたことを警戒したため、傅永は冑を脱いで顔を示した。元勰は傅永を入城させて久闊を叙し、ともに陳伯之を攻撃して撃退した。
503年（景明4年）、元英が義陽を攻撃すると、傅永は寧朔将軍・統軍となり、包囲に参加して義陽の南門に迫った。504年（正始元年）、梁の将軍の馬仙琕が義陽の救援に現れた。傅永は雅山に陣取って迎え撃つよう元英に勧めた。元英は徹夜で山上に城を築かせ、統軍の張懐らを山下に布陣して馬仙琕の進軍を防がせた。明け方になって馬仙琕がやってくると、張懐らは戦い敗れて、築城にあたった者たちもみな逃走した。馬仙琕は緒戦の勝利に乗じて包囲陣を崩すべく直進し、また義陽城内からも梁兵が出撃して包囲を破るべく挑戦してきた。傅永は兵を分けて一隊を長史の賈思祖に任せて包囲陣の塁を守らせ、自らは1000人の兵を率いて南に馬仙琕を迎撃に向かった。戈を振るって先行し、単騎で会敵すると、軍主の蔡三虎が従うのみで、ほかの兵は追いつくことができなかった。敵陣を横断するあいだに左股に矢を受けたが、傅永は矢を抜くと再び敵陣に突入し、馬仙琕の子を斬った。馬仙琕は陣営を焼いて逃走した。傅永は諸軍とともに馬仙琕を追撃し、夜も遅くなって引き返した。年は70を越えていたが、このときの魏軍には勇壮ぶりで傅永に及ぶものがなかった。義陽が平定されると、傅永は洛陽に帰り、太中大夫の位を受け、秦梁二州の事務を代行することとなり、邢巒に代わって漢中に駐屯した。
506年（正始3年）、洛陽に帰る途中で、恒農郡太守に任じられた。中山王元英が鍾離に東征（鍾離の戦い）することとなり、傅永を部将として求めたが、洛陽の朝廷は聞き入れなかった。傅永は老境にあっても戦場で活躍した馬援や趙充国の故事を羨み、戦場に出られない無念に切歯扼腕した。しばらくして太守の任を解かれ、太中大夫・行南青州事とされた。さらに左将軍・南兗州刺史に転じた。年は80を越えて、なお馬に乗って槊を振るうことができ、老いを隠して69歳を自称していた。洛陽に帰ると、平東将軍・光禄大夫の位を受けた。516年（熙平元年）、死去した。享年は83。安東将軍・斉州刺史の位を追贈された。
子に傅叔偉があった。

## 伝記資料
- 『魏書』巻70 列伝第58
- 『北史』巻45 列伝第33